# Slade Gorton
Slade Gorton (Chicago, 1928. január 8. – Seattle, 2020. augusztus 19.) amerikai politikus, az Amerikai Egyesült Államok szenátora (Washington, 1981–1987 és 1989–2001).

## Élete
A Darmouth Főiskolára, majd a Columbia Law Schoolba járt és szerzett diplomát.1945–46-ban az amerikai hadseregben, majd 1953 és 1956 között a légierőnél szolgált. 
A Republikánus Párt színeiben 1959 és 1969 között Washington állam képviselőházának a tagja volt. 1969 és 1981 között Washington állam főügyészeként tevékenykedett. 1981 és 1987 között illetve 1989 és 2001 között az amerikai szenátus tagja volt.